# Bonsai

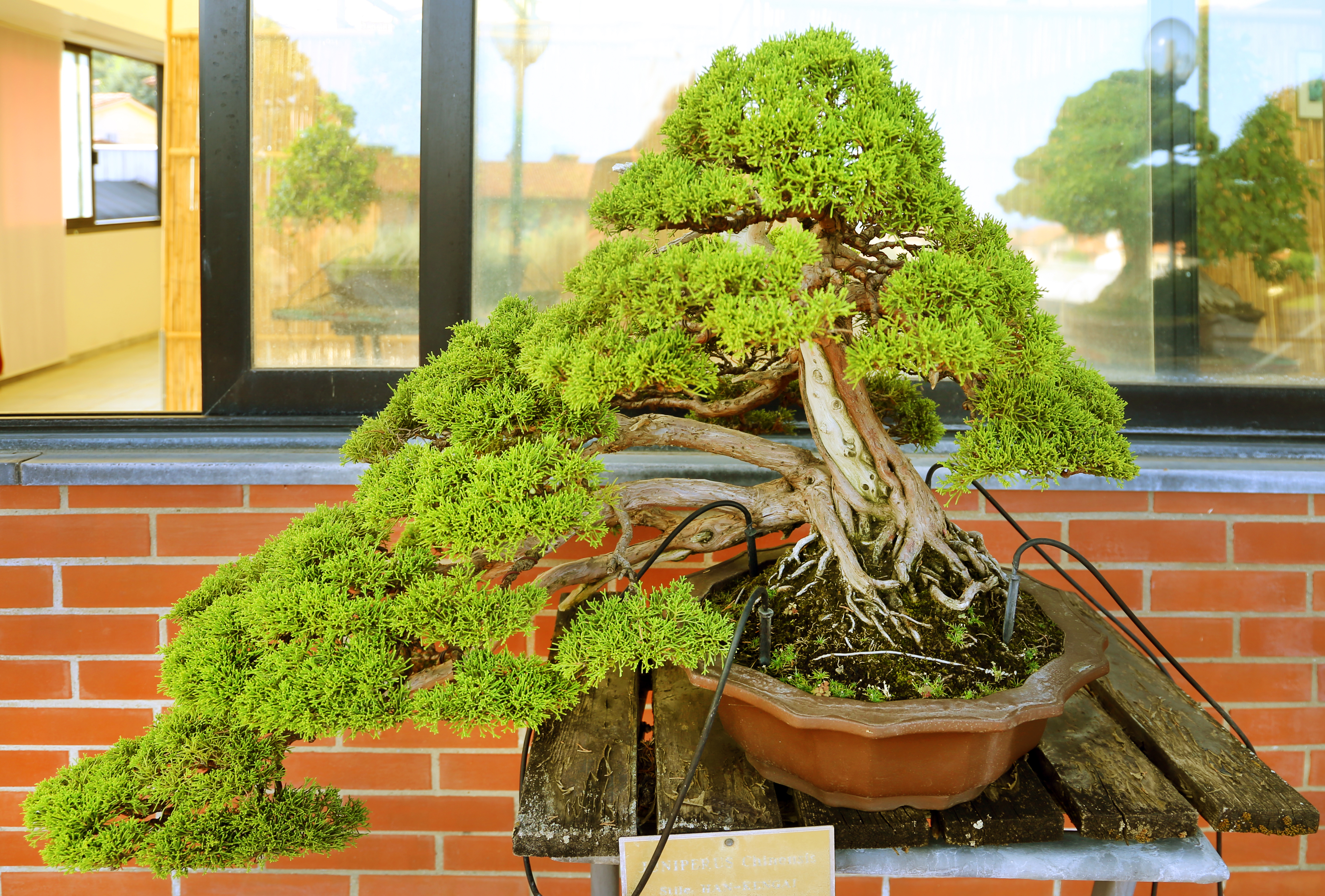
Bonsai di Juniperus chinensis, stile a semicascata, di circa 40 anni

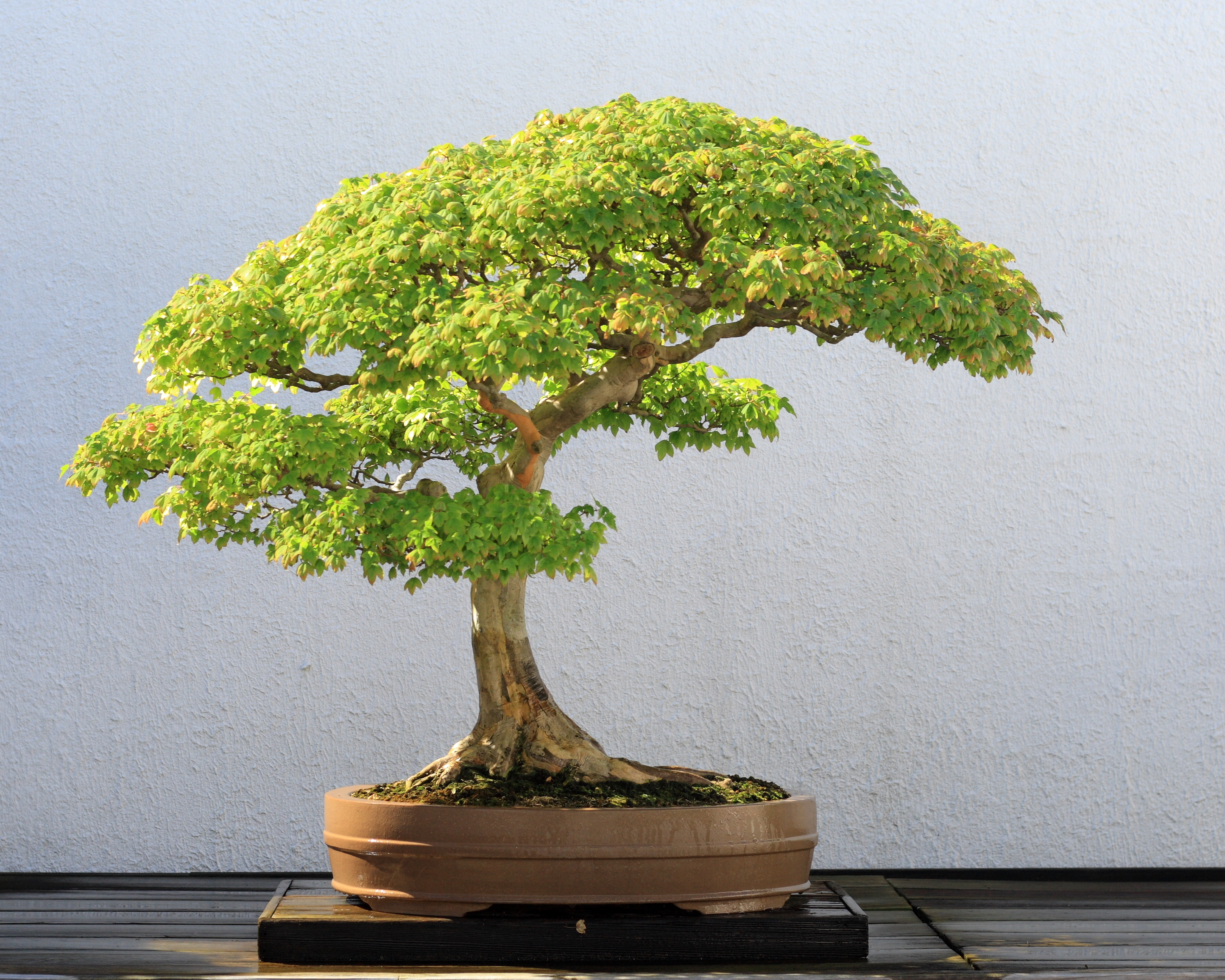
Bonsai di Acer palmatum

I bonsai (盆栽? lett. "piantato in vaso piatto") sono alberi in miniatura, che vengono mantenuti intenzionalmente piccoli, anche per molti anni, tramite potatura e riduzione delle radici.
Con questa particolare tecnica di coltivazione si indirizza la pianta, durante il processo di crescita, ad assumere le forme e dimensioni volute, anche con l'utilizzo di fili metallici guida, pur rispettandone completamente l'equilibrio vegetativo e funzionale.

## Storia

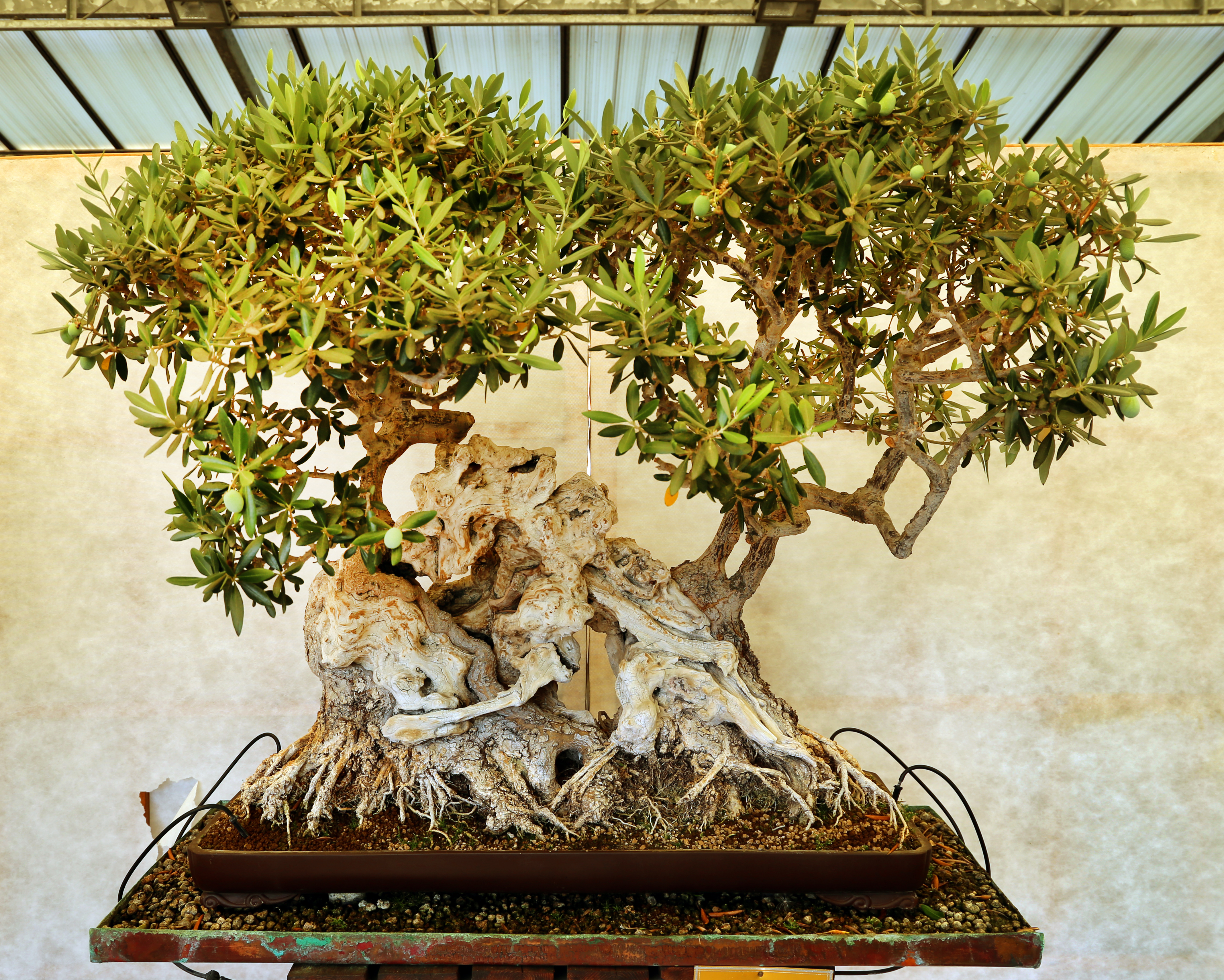
Bonsai di Olea europea in stile a ceppaia, di circa 70 anni

"Bonsai" è la lettura giapponese dei due kanji 盆栽: il primo (bon) significa "bacinella", "ciotola", mentre il secondo (sai) significa "piantare".
L'arte giapponese dei bonsai si è originata da quella cinese del penzai (o penjing). Nel secolo VI, l'organico dell'ambasciata giapponese insieme agli studenti buddisti ritornò dalla Cina con alcuni vasi.
Almeno diciassette missioni diplomatiche vennero inviate dal Giappone alla corte degli imperatori Tang, dal 603 all'839.
La tecnica dei bonsai, nata in Cina e modificata in Giappone applicando alle piante coltivate canoni estetici propri influenzati dalla filosofia Zen, è legata a quello che gli orientali chiamano seishi: l'arte di dare una forma, di coltivare, il praticare le tecniche più svariate sempre però nel rispetto della pianta. I bonsai sono dunque natura viva, piccoli alberi che malgrado le dimensioni contenute esprimono tutta l'energia che è racchiusa in una pianta di grandi dimensioni.

## Arte bonsai
Si parla di "arte bonsai", in quanto fare bonsai è un'attività che comporta svariate conoscenze, sia nel campo generale della botanica, che in quello più particolare delle tecniche bonsaistiche. Tutte queste conoscenze vengono applicate per coltivare una pianta che rispetti determinati canoni estetici. Questi alberi in vaso possono essere paragonati a normali piante che sono state "semplicemente" coltivate in maniera migliore ovvero con cure e attenzioni delle quali generalmente altre piante non necessitano. Per rendere la pianta nel suo complesso più forte e adatta a sopravvivere in spazi ristretti, si procede alla potatura delle radici fittonanti (quelle che penetrano in profondità nel terreno), al rinvaso periodico e ad adeguate potature dei rami.
I bonsai, sia come senso estetico naturale sia come la filosofia orientale suggerisce, devono seguire degli stili ben precisi accomunati dalla conicità del tronco, dalla dimensione ridotta delle foglie e soprattutto dalla naturalezza della pianta stessa, che nel suo insieme ha lo scopo di riprodurre la natura in piccole dimensioni.
È importante che un bonsai evochi in chi lo guarda una sensazione di forza, maturità e, soprattutto, di profonda pace e serenità.
Un altro aspetto interessante è che si tratta di un'opera d'arte mai finita: la pianta continua a crescere e modificarsi, bisogna quindi accudirla sempre.
Gli orientali definiscono il bonsai come l'unione della natura con l'arte, così come il teatro Nō e la danza classica sono per i giapponesi la sintesi di musica e storia. A differenza dell'Ikebana, l'arte di comporre i fiori, il bonsai non si può insegnare con formule esatte o regole matematiche, ma con i comuni principi di botanica, senso estetico e una buona dose di pazienza.
Per esigenze didattiche i maestri giapponesi hanno stabilito regole e principi di bellezza che hanno permesso ai neofiti di seguire un percorso preciso e facilitato per creare un bonsai.
Come in ogni arte esistono veri e propri capolavori, anche plurisecolari e dal valore inestimabile; a differenza di altre attività artistiche, nell'arte Bonsai il soggetto è in continua (e lenta) evoluzione. Oltretutto nel caso di Bonsai famosi, sulla stessa pianta, nel corso del tempo, intervengono diversi maestri e collezionisti, rendendo l'opera indipendente dall'artista che l'ha creata (o raccolta).

## Caratteristiche di un bonsai
Per valutare un bonsai si devono prendere in considerazione i cinque punti fondamentali attraverso i quali si esprime tutta la sua bellezza e la sua armonia.

### Apparato radicale

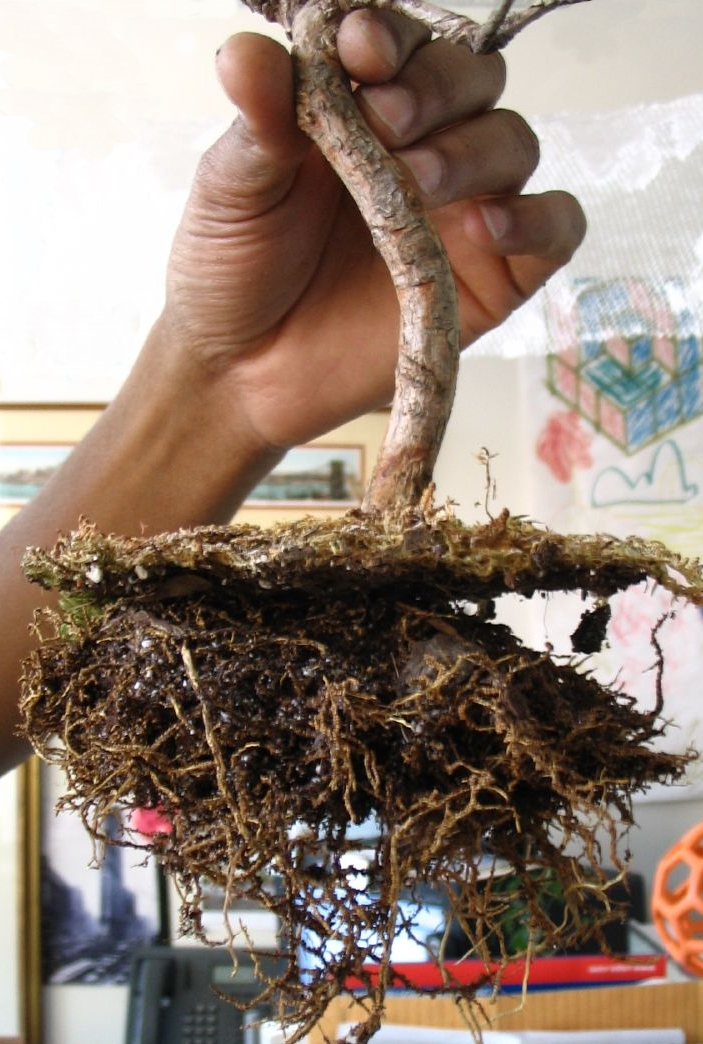
Apparato radicale di un bonsai

Le radici devono disporsi possibilmente a raggiera, deve essere visibile la parte di radici che penetra nel terreno, in modo da dare il più possibile la sensazione di forza e stabilità della pianta.

### Tronco
Il tronco deve avere, a seconda degli stili, andamento eretto o sinuoso. La base (piede/nebari) deve essere di buon diametro per poi assottigliarsi gradualmente nella zona apicale. Molto importante è la presenza di una corteccia "vecchia" che conferisce al bonsai un aspetto vetusto. In genere il tronco, in un bonsai apprezzabile, resta visibile per circa due terzi della sua lunghezza totale.
Fondamentale, in alcune piante come le conifere, è la presenza di shari, sabamiki e jin, cioè ferite della corteccia e dei rami che mettono a nudo il legno, dando alla pianta un aspetto ancora più vissuto.

### Rami
Per la formazione della chioma la miglior disposizione da dare ai rami è quella in cui i più grossi, ramificazione primaria, si espandono verso i lati e il retro per dare profondità e tridimensionalità e i più piccoli, ramificazione secondaria e terziaria verso la parte frontale, posteriore e superiore per creare i "palchi".
Fatti salvi casi particolari non sono ammessi rami che partono frontalmente verso l'osservatore.
La forma della chioma e dei singoli palchi deve essere riconducibile a un triangolo.

### Foglie
Le foglie vengono mantenute piccole somministrando correttamente l'acqua e i fertilizzanti e praticando al momento giusto, solo su piante sane e vigorose, sia la pinzatura degli apici che la defogliazione, che consiste nell'eliminazione parziale o totale delle foglie, in modo da permettere alla pianta di emetterne di nuove più piccole.

### Apice
L'apice, ovvero la porzione terminale del bonsai, deve mostrare vitalità, in quanto simbolo di vita.

I bonsai che presentano l'apice spezzato o inesistente, non hanno pregio.

## Creazione di un bonsai
I bonsai si possono ottenere con i seguenti metodi:
- da seme
- da talea
- da margotta
- da piante da vivaio
- da piante raccolte in natura
- da "pre bonsai"

### Da seme
È il metodo forse più naturale. La semina può avvenire in primavera o in tarda estate-autunno, a seconda delle specie. Per alcuni semi è necessaria la stratificazione: si devono tenere in inverno in mezzo a della sabbia al freddo, poi si piantano a primavera. È utile durante la stratificazione spruzzare del fungicida per evitare che i semi marciscano durante questo periodo. La stratificazione si può fare naturalmente (lasciando i semi all'aperto) o artificialmente in frigorifero. Il terreno ideale per la germinazione è composto da un 50% di sabbia e da un 50% di terra o torba. I semi vanno piantati in un vaso o una bacinella forati sul fondo per favorire il drenaggio. Il vaso va coperto con del vetro o plexiglas trasparente fino alla germogliazione. Questa tecnica "raffinata" dovrebbe conseguire ottimi risultati. In alternativa si può evitare di coprire il vaso e lasciare fare tutto alla natura. Partire da seme è un metodo che richiede molta pazienza: ci vogliono dai 5 ai 7 anni prima di poter avere un bonsai discreto; l'altra faccia della medaglia è che consente di avere piante molto belle, perché si possono impostare fin da giovani seguendo il gusto del bonsaista.

### Da talea
È un metodo più veloce rispetto alla semina. Le talee possono essere semi-legnose o legnose.
Nel primo caso, il periodo migliore per la radicazione è a metà estate (giugno-luglio) perché le talee, per radicare, necessitano di calore al piede e costante umidità sulle foglie. Si prende un ramo giovane (da un altro bonsai) tagliandolo nettamente, con un coltellino ben affilato, all'altezza di un internodo fogliare, o lasciando un talloncino di corteccia del ramo da cui viene prelevata la talea. Lo si priva di tutte le foglie tranne le due più in cima, poi si taglia la base del ramo a 45 gradi o si lascia il talloncino di corteccia, lo si immerge in una soluzione di ormoni radicanti e lo si pianta nel terreno leggermente inclinato. Il terreno deve essere ben drenante e soffice per agevolare lo sviluppo delle radici: un misto di terriccio e sabbia. La talea va posta al riparo dai raggi diretti del sole e dal vento. Per agevolare la radicazione si coprono i vasetti contenenti le talee con carta trasparente o sacchetti di plastica sorretti da sostegni metallici; questo per mantenere l'umidità nell'ambiente di radicazione. Si innaffia per aspersione quando il terreno è quasi asciutto. Se tutto va bene nel giro di qualche settimana dovrebbero spuntare delle nuove foglie: a questo punto è bene far prendere un po' di sole alla talea, ma non troppo. Se il vaso è troppo piccolo è utile trapiantare in un vaso più grande nel giro di un paio di mesi, altrimenti lasciate la piantina nello stesso vaso fino alla primavera successiva.
Per le talee legnose si procede in autunno con i rami ormai già ingrossati e lignificati: il procedimento è identico al precedente: bisognerà solo far attenzione a proteggere le radici dal gelo invernale. Il metodo della talea è più veloce rispetto a quello da seme, ma non ha sempre un'alta percentuale di successo; inoltre non tutte le specie si propagano bene per talea, ad esempio la maggior parte di conifere e resinose, ad esclusione dei ginepri che ben si prestano per il tipo di riproduzione.

### Da margotta
La margotta è un metodo molto rapido per ottenere un bonsai quasi fatto, ma richiede una certa tecnica. Bisogna innanzitutto scegliere un ramo che abbia già una forma interessante, bonsaisticamente parlando, al quale applicare la tecnica che permette di far crescere le radici al ramo. Una volta che saranno apparse le radici, si taglierà il ramo dalla pianta e si rinvaserà, ottenendo così un nuovo alberello. La margotta può essere effettuata in vari modi. Il primo consiste nell'incidere il ramo fino al cambio con un filo di rame o di ferro e spalmarvi sopra degli ormoni radicanti. Questa incisione va poi coperta con una "caramella" composta da sfagno bagnato avvolto in un telo di plastica. È bene stringere saldamente le estremità della caramella per non far passare aria. Fatto questo non rimarrà che aspettare, mantenendo umido lo sfagno con iniezioni d'acqua, che spuntino le radici. Il tempo di radicazione varia da specie a specie, ma di solito si aggira sui 2 o 3 mesi. A questo punto si separerà il ramo dalla pianta tagliando sotto le radici e si metterà il ramo in un vaso, sempre con terreno soffice e drenante. Se si ritiene che il ramo abbia troppe foglie è bene tagliarne un po' per non affaticare le giovani radici. È bene tenere la nuova pianta al riparo dal sole e dal vento per almeno un mese.
Un altro metodo consiste nello scortecciare completamente una parte di ramo alta circa una volta e mezzo il diametro del ramo, spargere con ormoni e coprire con la caramella di sfagno e aspettare. Un ulteriore metodo, denominato propaggine non richiede la caramella, dato che il ramo viene posto nel terreno dopo essere stato scortecciato, spalmato di ormoni e ricoperto con la terra. Una volta che ha radicato, lo si separa dalla pianta madre.
La tecnica della margotta si applica ad aprile-maggio, preferibilmente maggio, quando la pianta è nel pieno della spinta vegetativa.
Questa tecnica è molto usata perché permette di ottenere buoni risultati e se il ramo non emette radici, cicatrizza e non viene perso, ma si può riprovare l'anno successivo. La margotta è utilizzata, inoltre, non solo per ottenere nuove piante, ma anche per eliminare inestetismi dai bonsai: si può applicarla al tronco per abbassare una pianta troppo alta o per migliorare la forma delle radici (nebari).
Non tutte le specie possono essere margottate: il pino per esempio richiede fino a 2 anni per emettere radici, la margotta risulta così praticamente impossibile.

### Da piante da vivaio
I vivai permettono di reperire del materiale a prezzi accessibili, anche se non è sempre possibile trovare materiale adatto, perché le piante da vivaio molto spesso non hanno le caratteristiche dei bonsai: sono troppo alte, con tronchi sottili o rami troppo disordinati. È necessario soprattutto guardare l'apparato radicale, il tronco e l'impianto generale dei rami.

### Da raccolta in natura
La raccolta in natura è molto problematica: innanzitutto è vietata in Italia sui terreni demaniali, mentre è permessa sui terreni privati, previo consenso del proprietario. Un altro grosso problema è costituito dalla scarsa probabilità di attecchimento delle piante una volta estratte dal terreno. La raccolta si effettua in autunno o primavera, togliendo una zolla di terra contenente le radici la cui grandezza sarà pari alla proiezione della chioma sul terreno, si toglie successivamente il fittone e si rinvasa nel terreno più adatto alla specie, preferibilmente lo stesso substrato del luogo in cui è stata trovata la pianta. Lo Yamadori raccolto in natura non va lavorato a bonsai per almeno due anni, proprio per dare tempo alla pianta di attecchire nel nuovo vaso. In Giappone ci sono dei veri e propri "cercatori" di piante che, in accordo con i coltivatori, raccolgono piante in natura adatte ad essere successivamente lavorate.

### Da pre-bonsai
Il pre-bonsai è un concetto tutto occidentale e con esso si intende una pianta coltivata in vivaio, ma pensata fin dall'inizio per diventare bonsai: ad esempio, si può curare l'ingrossamento del tronco e che le radici si formino a raggiera. Un pre-bonsai può essere lavorato praticamente quasi subito, sempre che non sia stato rinvasato da poco. Il rovescio della medaglia è costituito dal costo, naturalmente più alto rispetto alle piante da vivaio.
In realtà in Giappone non esiste il prebonsai ma si usa il termine materiale, che può essere ad un dato stato di maturazione.

## Gli stili
Nella coltivazione bonsaistica i giapponesi hanno dato grande importanza alle regole che riguardano le varie forme che la pianta deve assumere; per questo motivo sono stati creati gli stili che mirano al raggiungimento della perfezione estetica. Gli stili nascono dall'osservazione e dall'imitazione della natura e dei capolavori creati da grandi maestri.
Ogni pianta ha una sua personalità e delle caratteristiche proprie che il bonsaista deve cercare di accentuare il più possibile senza però far perdere la naturalezza propria dell'essere vivente. È importante che l'intervento dell'uomo si noti il meno possibile e lasci immaginare all'osservatore solo l'azione del tempo e delle stagioni.
Qui di seguito una descrizione sommaria dei vari stili. Si noti che se ciascuno degli stili ha delle caratteristiche di base fisse, le regole d'impostazione più precise possono variare.

### Eretto formale(Chokkan)

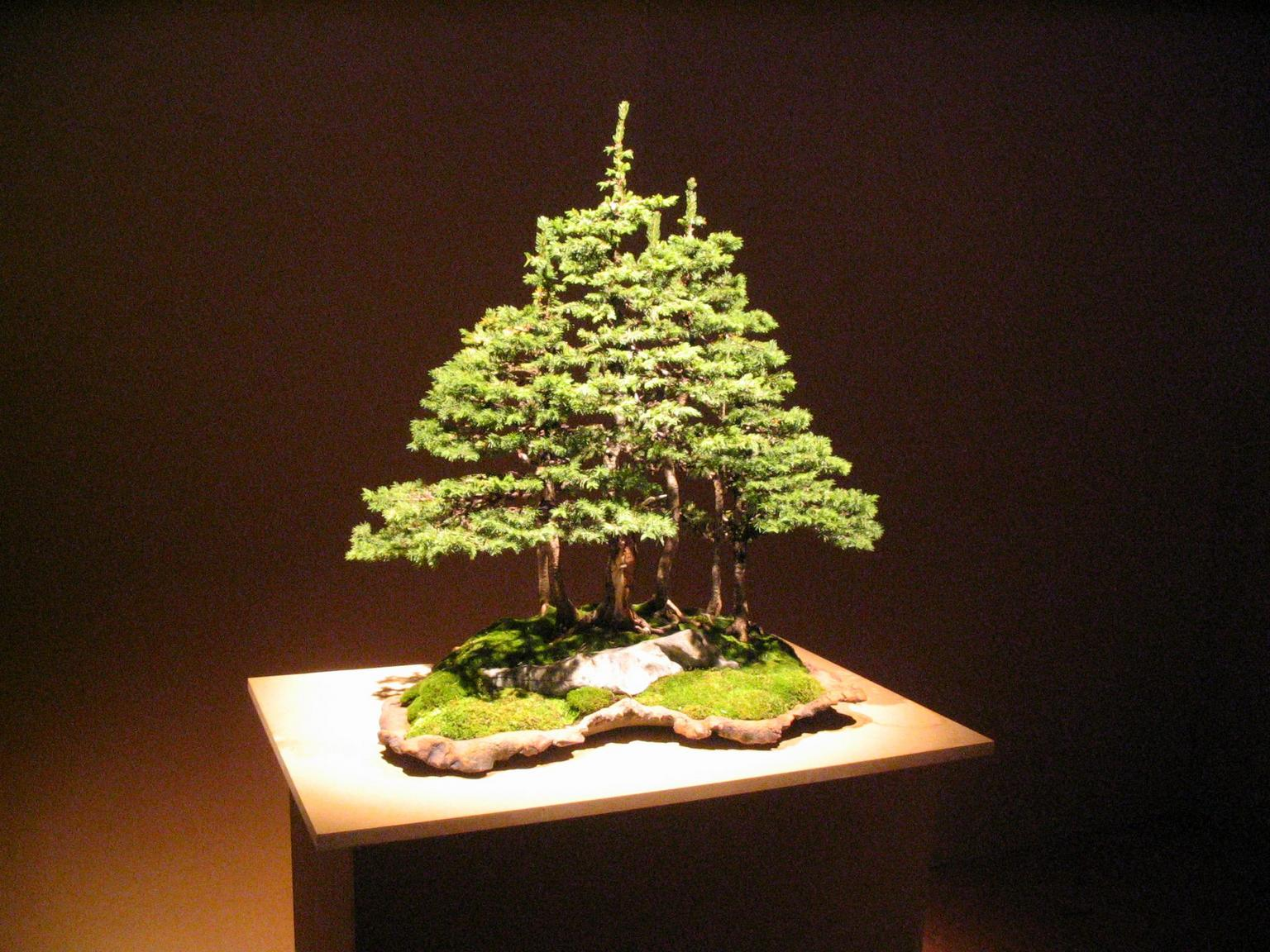
Stile a boschetto

È tipico nelle piante che in natura crescono verso l'alto come le conifere le quali riescono a mantenere vigoria nonostante le condizioni avverse. È uno stile molto vincolante che obbliga a regole fisse, definendo perfettamente la disposizione dei rami e del tronco. Quest'ultimo sarà rigido e diritto, con il ramo principale, a destra o a sinistra, a circa 1/3 dell'altezza totale, il secondo ramo a 1/3 della distanza tra il primo ramo e l'apice in direzione opposta al primo, il terzo ramo rivolto posteriormente a una distanza pari a 1/3 della distanza fra il secondo ramo e l'apice e così via, con minor attenzione per ciò che riguarda gli ultimi rametti.

### Eretto informale(Moyogi)

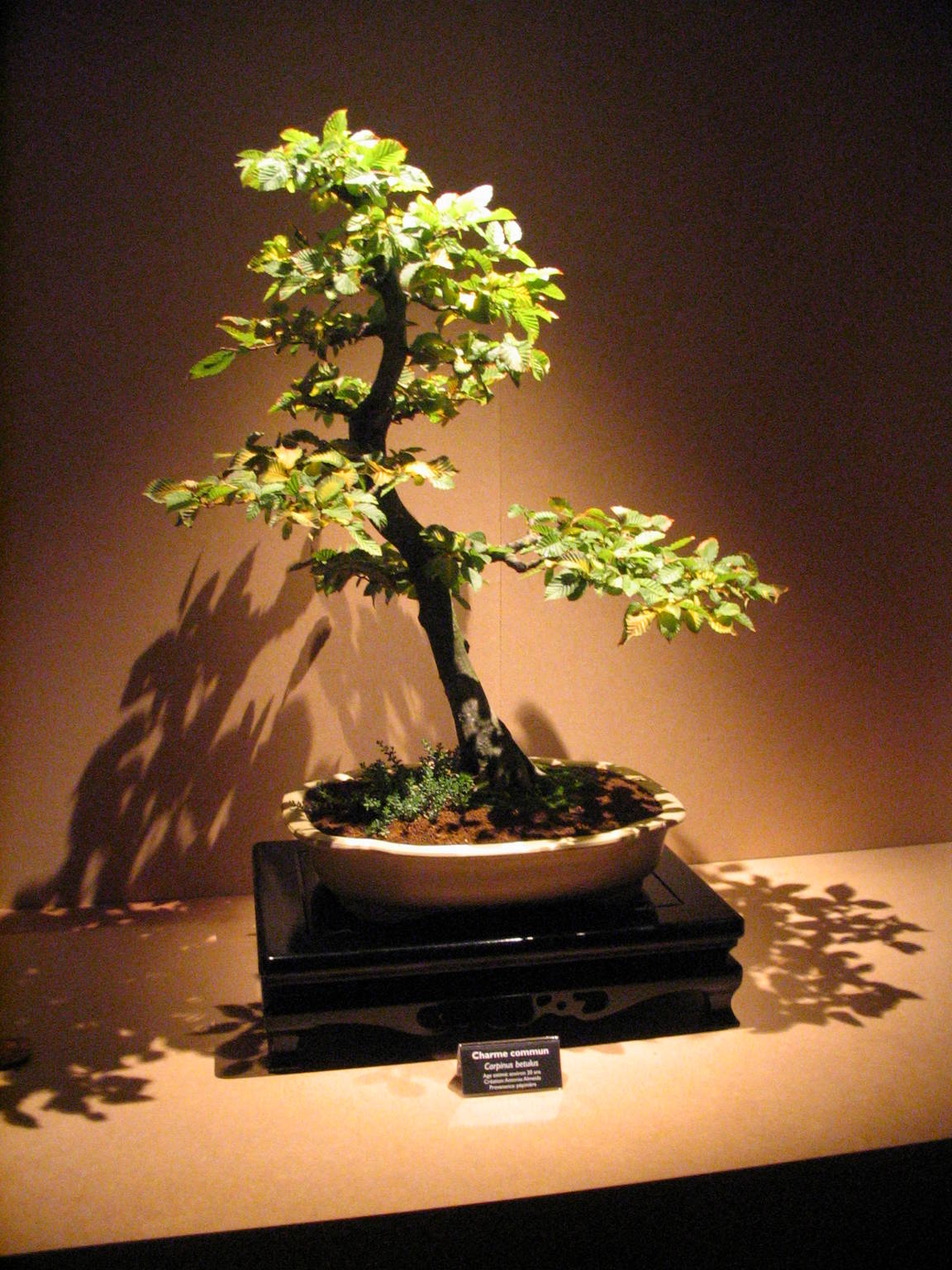
Carpino, eretto informale

In questo caso il bonsai è formato da un tronco più o meno sinuoso.
Comune per la maggior parte delle piante, è probabilmente il più semplice da realizzare.

### Inclinato(Shakan)
Stile Bonsai caratterizzato da: tronco e vegetazione molto inclinati verso destra o sinistra, radici robuste ed evidenti sulle superficie del terriccio e disposte nella direzione di inclinazione della pianta

### Tronchi gemelli/Madre e figlio(Sokan)

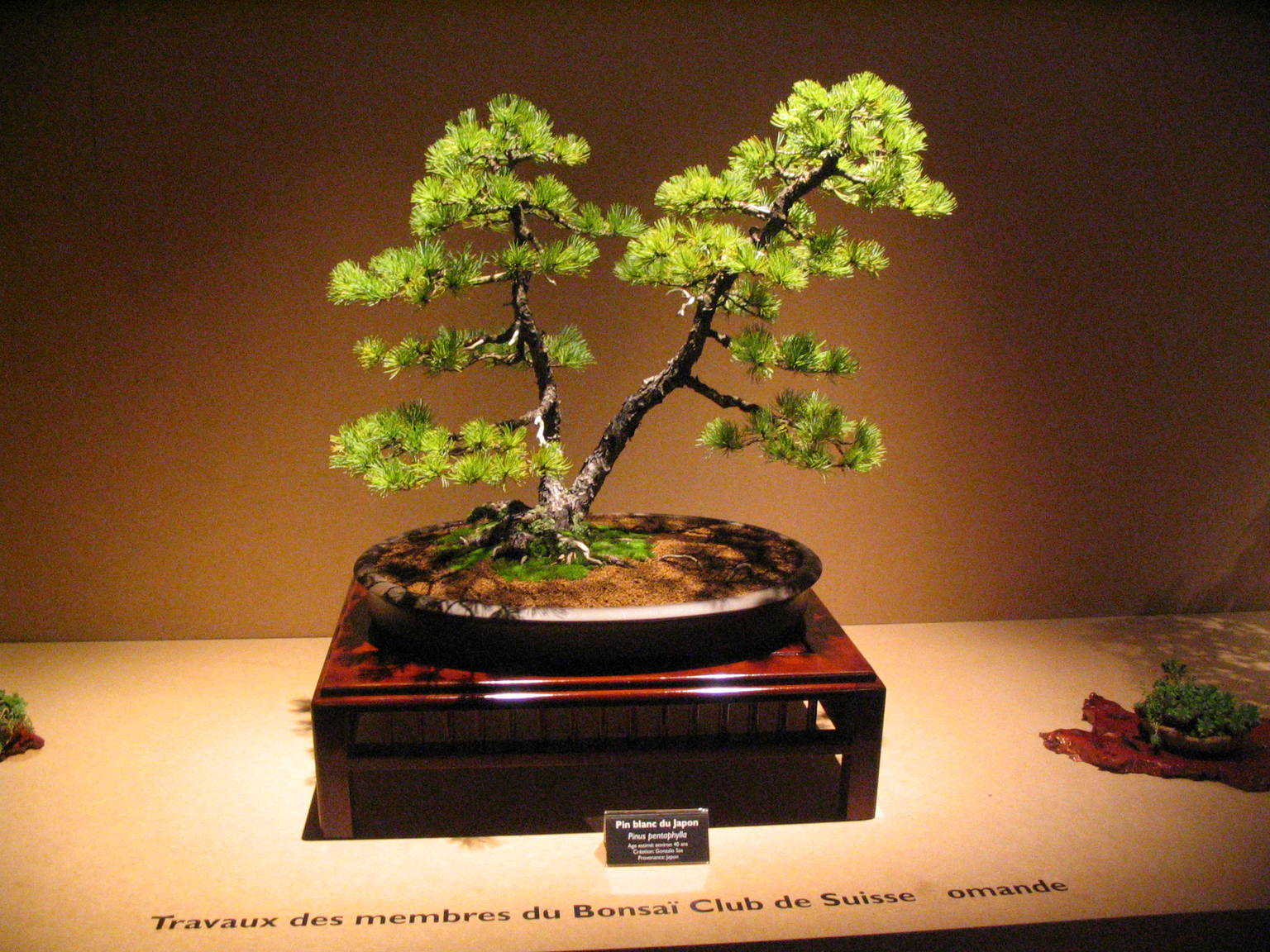
Pino a cinque aghi, a due tronchi

Stile così chiamato perché composto da due soggetti con le stesse sinuosità e andamento di crescita, uno più grande e uno più piccolo che danno l'idea di una madre che tiene vicino a sé il figlio. La base dei due tronchi è molto ravvicinata e certe volte può essere la stessa. Per una buona riuscita, il punto di separazione dei due tronchi deve essere il più in basso possibile, così da suggerire l'immagine di due alberi completamente autonomi, ma cresciuti vicini per un capriccio del caso.

### Scopa rovesciata(Hokidachi)
È la classica forma di una latifoglia, molto simile ad una scopa rovesciata, con i rami si dipartono pressappoco dallo stesso punto e sono più o meno della stessa lunghezza. Il tronco deve essere visibilmente conico e senza alcuna curva.

### Inclinato dal vento(Fukinagashi)

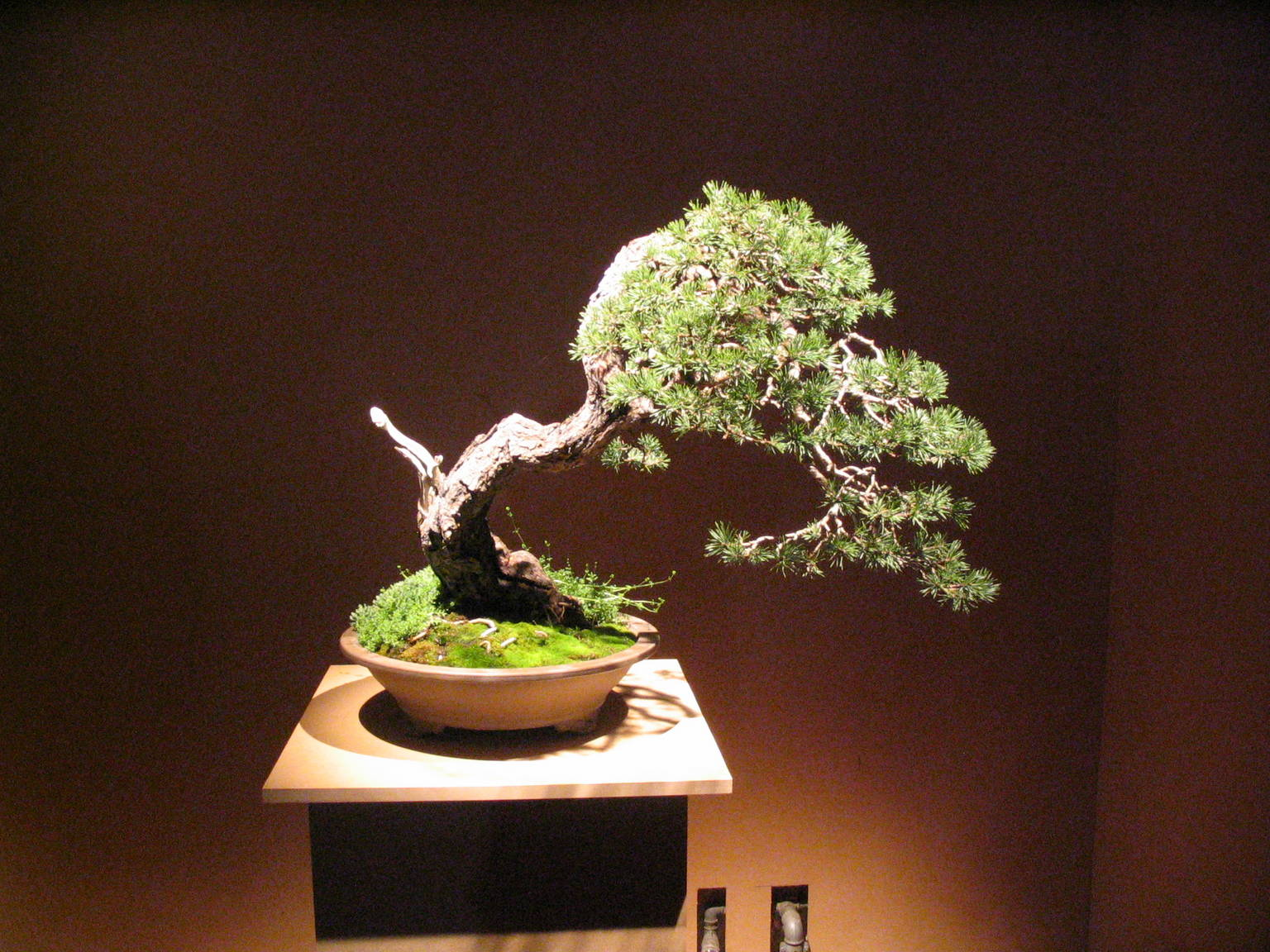
Pino nero, spazzato dal vento

Questo stile ricorda gli alberi che crescono in presenza di vento forte, il quale li porta ad avere rami allungati da una sola parte e un tronco spesso ricco di legna secca o numerose curve.

### Cascata / semi-cascata(Kengai / Han-Kengai)

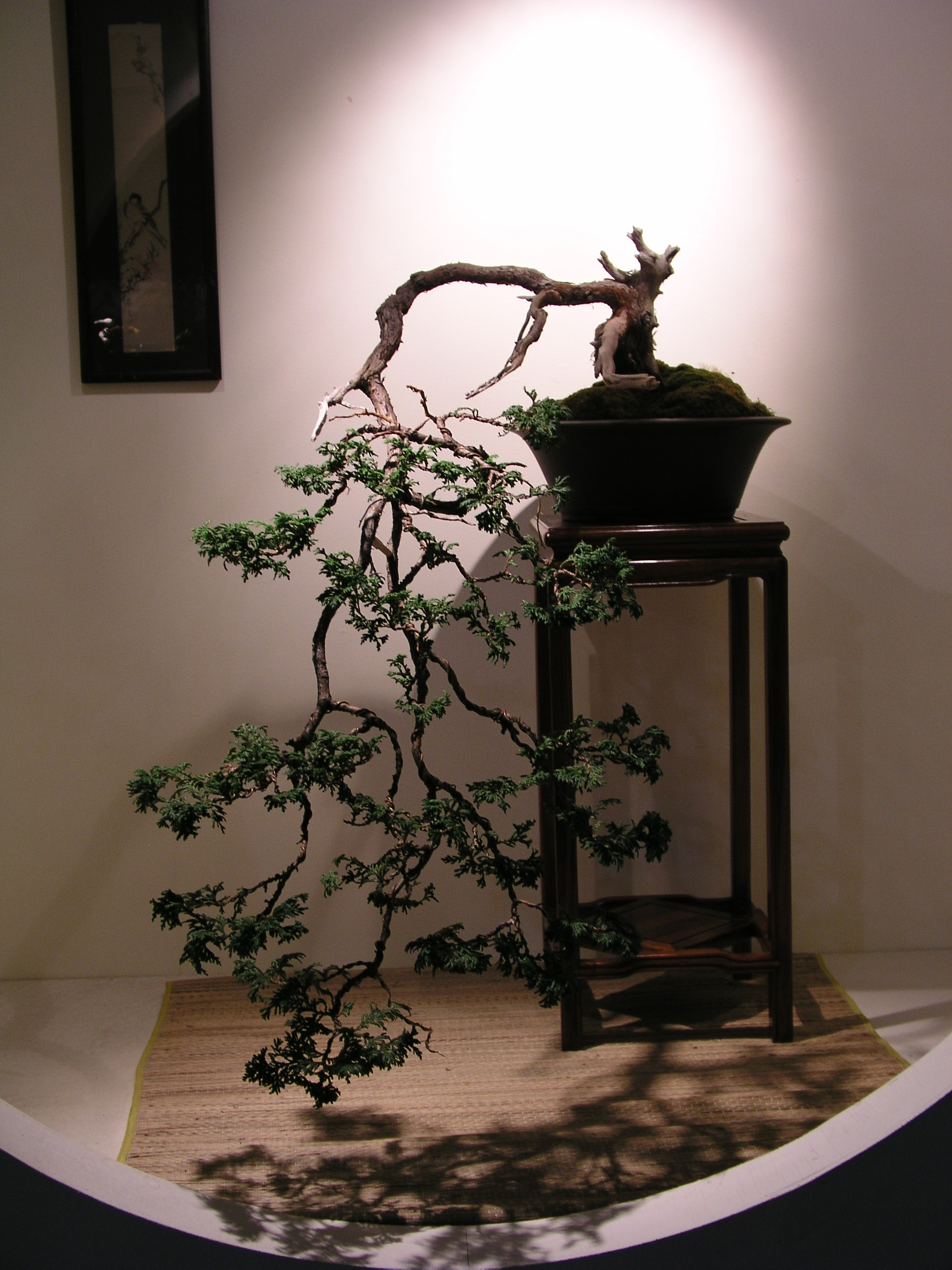
Bonsai a cascata

Questo stile simula una pianta che vive aggrappata ad un dirupo dove, piegata dalle intemperie, tende a crescere verso il basso, il tronco si piega subito dopo il nebari (termine che indica le radici in vista e la base del tronco) e spesso l'apice giunge più in basso della base del vaso. 
Se l'apice si ferma al di sopra del bordo inferiore del vaso si parla di semi-cascata o prostrato. Quest'ultimo si ispira di più agli alberi inclinati sulle sponde dei fiumi o dei laghi.

### Radici su roccia e radici nella roccia(Ishitsuki)
Nello stile a radici sulla roccia, un frammento di roccia sporge dal terriccio del vaso. L'albero cresce abbarbicato sulla roccia. Le radici sono visibili sulla pietra fino al punto in cui penetrano nel terriccio. Il meno frequente è lo stile con radici nella roccia: presenta una o più piante che crescono con le radici completamente inserite negli anfratti della roccia riempiti di terriccio. Le radici in questo caso non si avvinghiano all'esterno della roccia e non scendono fino nel vaso.

### Letterati(Bunjin)

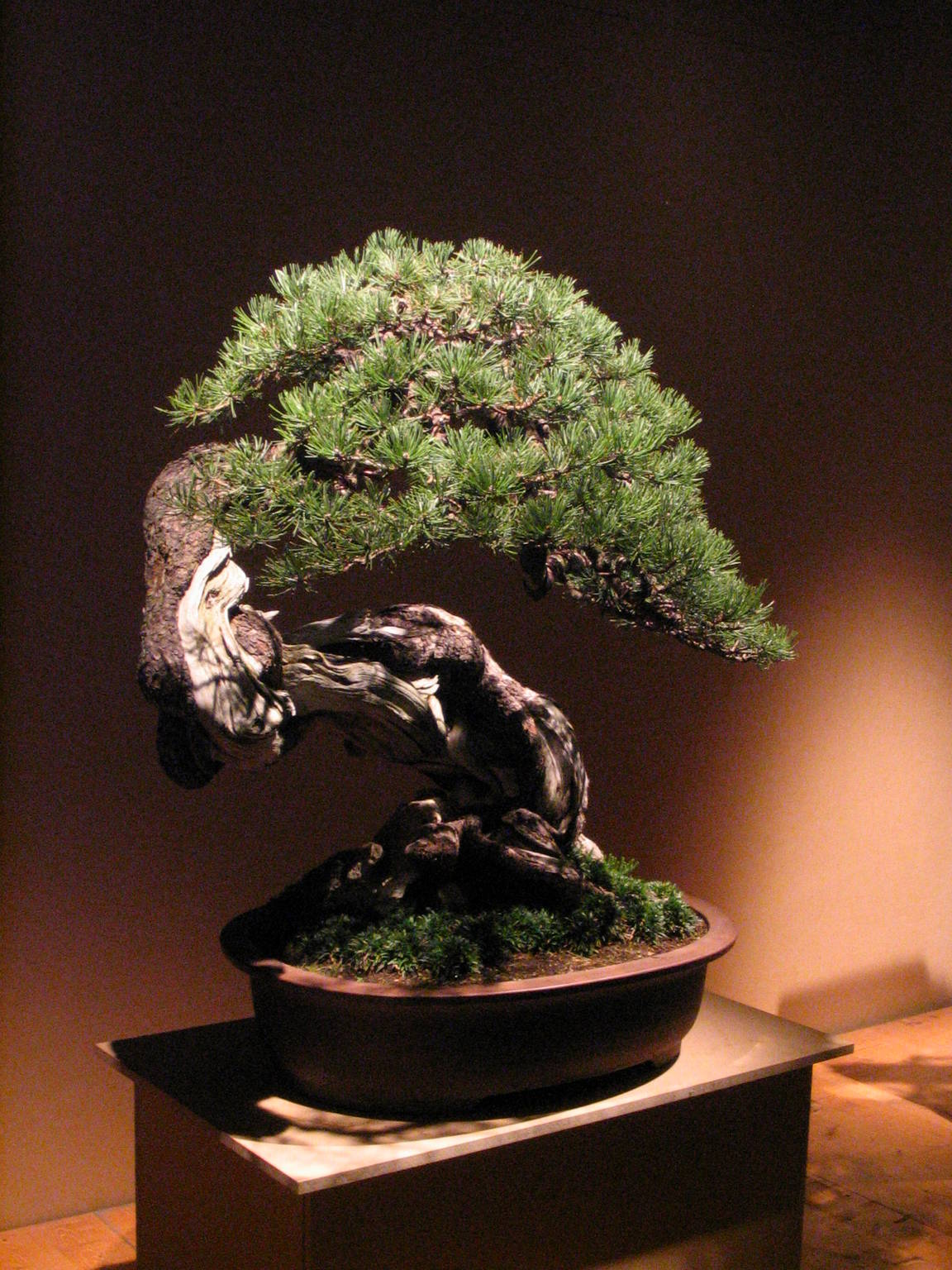
Pino nero, literato

Lo stile dei letterati è quello ritenuto più elegante e artistico fra tutti e simula un albero nato in un luogo scomodo come ad esempio coperto da altri alberi oppure in una zona spesso colpita da fulmini o da eventi atmosferici. La chioma si sviluppa solo nella parte più alta ed è spesso molto ridotta come anche la dimensione del tronco. L'albero ha infatti speso la maggior parte delle sue energie per crescere in altezza alla ricerca della luce in concorrenza con gli alberi vicini.

### A boschetto(Yose-Ue)
Si tratta di uno stile molto suggestivo che comprende più piante messe in un vaso basso e largo oppure su lastra. È molto importante la posizione di ogni singola pianta che devono dare una sensazione di profondità sviluppo del boschetto in più anni e soprattutto naturalezza.

### A zattera(Netsunagari)
Stile simile al boschetto con la variante che tutti i fusti sono uniti da una stessa radice. Rappresenta un tronco caduto sul fianco che ha dato vita a una nuova vegetazione. Anche in questo caso valgono le regole viste precedentemente in fatto di proporzioni degli alberi e aspetto scenografico. Questa foresta si può realizzare con un albero coricato, dove il tronco fungerà da radice principale che collega tra loro i vari fusti (gli ex rami).

## Principali tecniche d'impostazione e di mantenimento

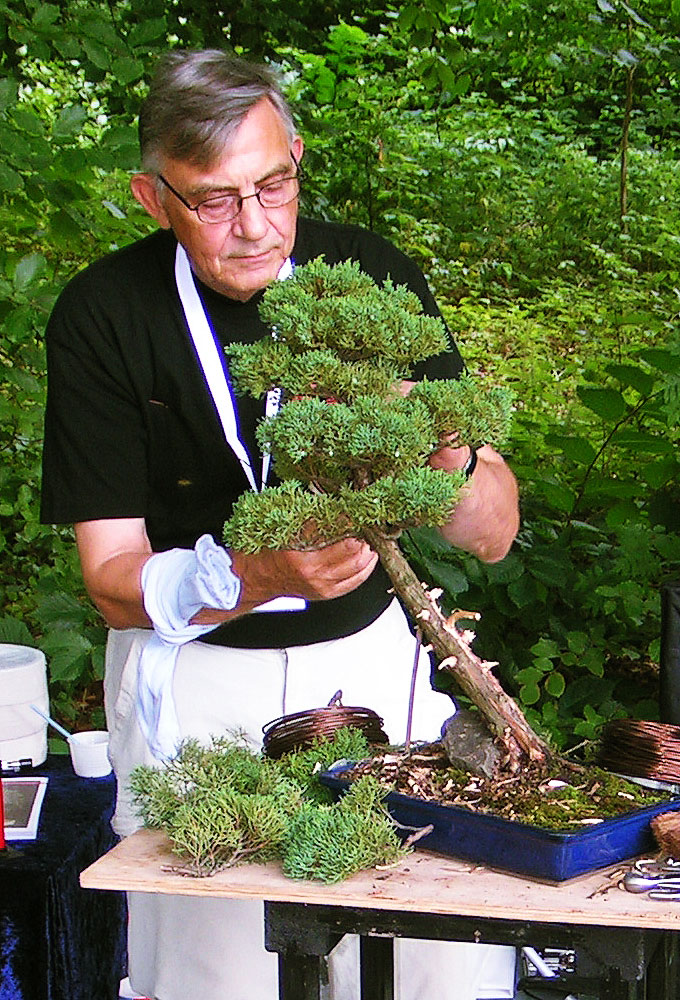
Bonsaista all'opera.

Il bonsaista impiega svariate tecniche per dar forma a una comune pianta secondo uno degli stili sopra citati per trasformarla in un bonsai. Questo lavoro si articola su un lasso di tempo che dipende dal ritmo di crescita naturale dell'essenza e possono passare parecchi anni affinché la pianta raggiunga la forma che il bonsaista ha voluto darle. Quando la pianta è finalmente diventata un bonsai, il lavoro del bonsaista non è finito, perché una cura continua è necessaria al mantenimento della forma ottenuta. Inoltre, il bonsaista può decidere di reimpostare un bonsai, ossia di modificarne più o meno drasticamente la forma o lo stile. Qui di seguito alcune delle principali tecniche impiegate dal bonsaista.

### Potatura
È la tecnica più importante dell'arte bonsai e ne esistono vari tipi. Quando il bonsaista inizia a impostare una pianta, è sempre indispensabile procedere a una potatura di formazione. Si tratta di un intervento piuttosto drastico nel quale il bonsaista decide quali rami asportare completamente e quali rami accorciare al fine di raggiungere l'armonia necessaria all'ottenimento di un bonsai secondo le regole dello stile prescelto. Lo si esegue prevalentemente a inizio primavera o comunque in momenti in cui la pianta può reagire col necessario vigore.
Questa potatura dei rami principali può essere ripetuta se il bonsaista sceglie di impostare il suo Bonsai secondo un metodo di "taglia e lascia crescere": dopo una drastica potatura, si permette durante uno o più anni alla pianta di far crescere liberamente i suoi rami o di farne spuntare di nuovi a partire da gemme dormienti, poi si procede a una nuova potatura e così via, finché il bonsai prende la forma desiderata. Questo metodo è importantissimo per dare conicità (una caratteristica estetica essenziale) ai rami e al tronco della pianta.
Esistono, strumenti specifici per il bonsai, quali pinze a taglio concavo e forbici a manico grosso, per ottenere una potatura che non lasci antiestetici segni nel luogo del taglio.
Esiste, poi una potatura più leggera, attraverso la quale i rami di un bonsai formato vengono regolarmente accorciati affinché la forma armonica della pianta non sia modificata. Questo intervento è necessario anche più volte l'anno per essenze a ritmo vegetativo rapido (soprattutto certe latifoglie), mentre si limita a qualche ritocco a intervalli pluriennali per piante a crescita lenta (soprattutto le conifere e piante vecchie).
La defogliazione è una potatura delle foglie che si esegue durante la bella stagione per ragioni estetiche, affinché la pianta produca, dopo alcuni giorni, foglie nuove più piccole e quindi meglio proporzionate al bonsai. Si tratta di produrre una sorta di nuova primavera, un processo dispendioso in energia, ed è quindi un intervento possibile soltanto se la pianta si trova in ottime condizioni di salute. Lo si esegue di solito soltanto se è veramente necessario che il Bonsai abbia foglie più proporzionate alla sua taglia, per esempio quando si desidera esporlo a una mostra. Solo certe latifoglie sono adatte alla defogliazione.

## Il filo
Per dare un aspetto di albero maturo con dei rami orizzontali o addirittura leggermente volti verso il basso a piante giovani e vigorose, che tendono invece a produrre rami che crescono verso l'alto, è spesso necessario correggere la direzione dei rami grazie alla tecnica del filo. Anche le curve del tronco e dei rami devono spesso essere indotte dal bonsaista per ottenere un bonsai di forma accettabile.
La tecnica prevede che si avvolgano tronco e rami in spire di filo di metallo (in genere di alluminio o, per rami grossi, anche di rame) e di piegarli, modificandone l'andamento. Può essere utile utilizzare della rafia, avvolgendola a spirale attorno al ramo da trattare col filo, allo scopo di non intaccare il delicato strato esterno del ramo stesso, sede dei condotti linfatici. Dopo un certo tempo, che dipende dall'essenza, il filo metallico è rimosso e il ramo o il tronco si sono fissati nella posizione voluta. Più il ramo è grosso, maggiore sarà il diametro necessario per il filo. Non tutte le essenze sopportano il filo e in ogni caso un'applicazione errata può produrre la perdita della pianta.

### Altre tecniche

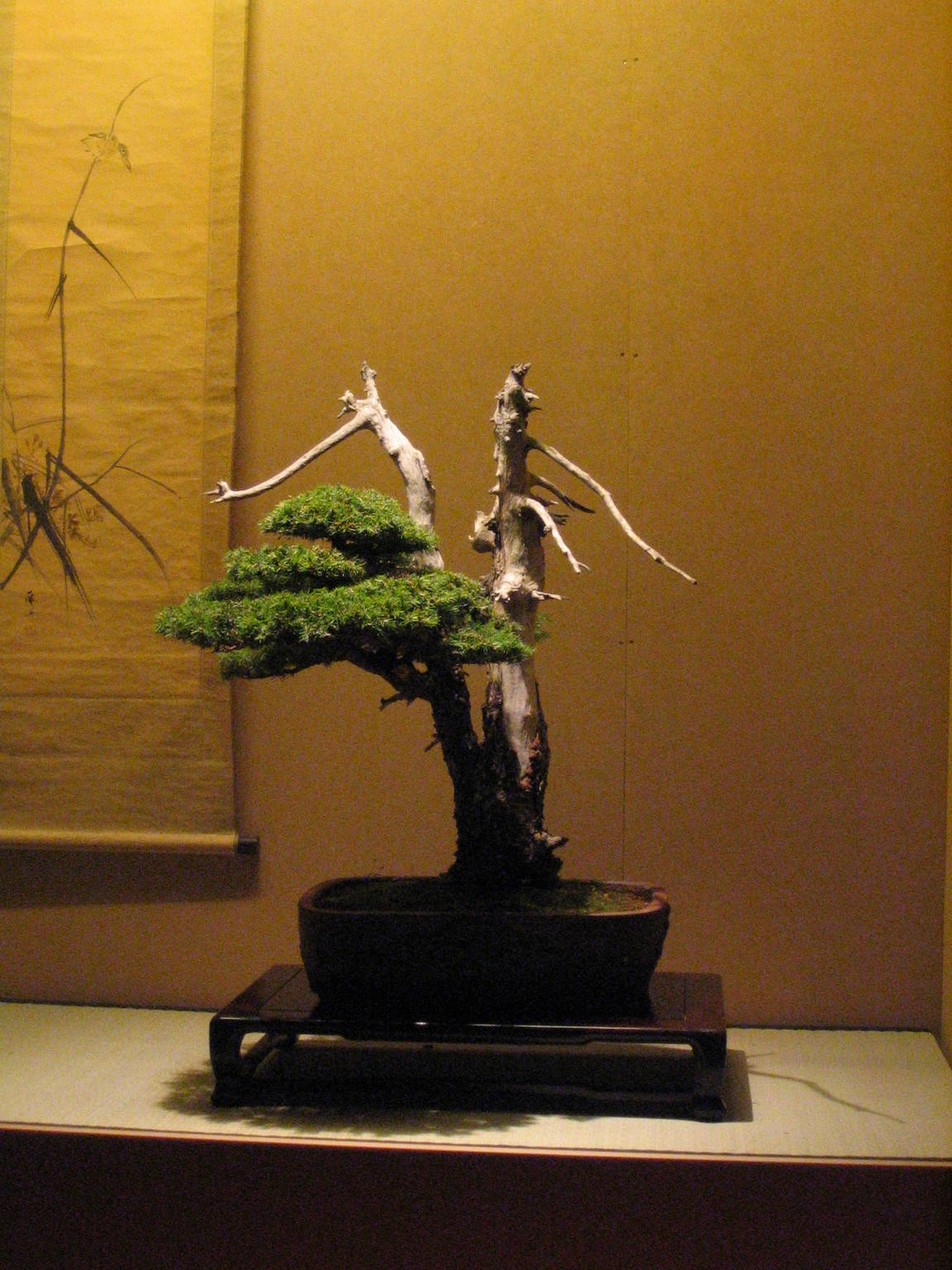
Bonsai con jin

Altri metodi, quali pesi e tiranti, permettono di modificare la forma del tronco o di un ramo. Esistono poi tecniche particolari per creare effetti di vetustà nelle piante, trattando tronco, rami e radici. Trattando opportunamente tronchi o rami morti col tempo, sbiancadoli e scortecciandoli, si ottiene un effetto di "pianta colpita dal fulmine", chiamato jin.